# Niccolò Alamanni
Niccolò Alamanni, latinizado como Nicolaus Alamannus (Ancona, 12 de enero de 1583-Roma, 25 de julio de 1626) fue un humanista, anticuario y helenista italiano de origen griego.

## Biografía
Su familia era oriunda de Andros. Él se educó en el Pontificio collegio greco di Sant'Atanasio / Colegio pontificio griego de San Atanasio en Roma, fundado por el papa Gregorio XIII, donde destacó en lenguas clásicas. Renunció al rito bizantino ortodoxo y tomó las órdenes mayores según el latino. 
Se dedicó a enseñar griego en este colegio a patricios y nobles, llegando a tener ilustres discípulos como Leone Allacci, Francesco Arcudio y el futuro cardenal bibliotecario Scipione Cobelluzzi (1564-1626), quien lo recomendó al cardenal Scipione Caffarelli Borghese (1577-1633) como secretario. 
Tras desempeñar este puesto, este cardenal lo nombró en 1614 primer custodio de la Biblioteca Vaticana y del archivo anexo del Castillo Sant'Angelo. En este cómodo puesto se dedicó a investigar cuestiones anticuarias, históricas y filológicas. Falleció a edad temprana a causa de unas fiebres perniciosas que le contagiaron cuando vigilaba de cerca las obras en el altar mayor de San Pedro para instalar las columnas salomónicas del baldaquino de Bernini, pues se le había encomendado procurar que los sepulcros de los santos mártires no sufrieran daños en este proceso, tras haber hecho notar sus preocupaciones al respecto en un informe previo que se le pidió sobre estas obras.

## Obra
Escribió poesía en griego y latín, además de un Syntagma de Lateranensibus parietibus (Roma, 1625), con ocasión de la restauración que hizo el cardenal Borghese de la santa basílica de San Juan de Letrán, que describe en esta obra. También se le precia autor de una disertación sobre la importancia relativa de la orientación diestra o siniestra de las efigies de las monedas papales, que colocan a San Pablo a la derecha de San Pedro: De dextrae laevaeque manus praerogativa ex antiquis Pontificum nummis Paulum Petro apostolo anteponentibus. 
Como filólogo helenista es conocido por haber editado las Anecdota o Historia secreta (VAT.Gr.1001) del historiador bizantino Procopio (Procopii Caesariensis Anecdota... Arcana historia, Lugduni / Lyon, 1623), trabajo violentamente criticado fuera de Italia, sobre todo por Thomas Rivius, a causa de la mala imagen que muestra del ilustre emperador bizantino Justiniano. También se le debe un De Lateranensibus parietinis a... Francisco Cardinali Barberino restitutis, Romae 1625, reimpreso en Leiden, 1723, en el Thesaurus Antiquitatum Italiae de Giovanni Giorgio Grevio, VIII, 4, y en otras ocasiones y lugares. Su súbito fallecimiento dejó incompleto e inédito su De Ecclesiasticis Antiquitatibus, así como una biografía y estudio de la obra de San Juan Crisóstomo, un experto comentario sobre la métrica griega y otras obras, entre ellas un estudio sobre un calendario en caracteres rúnicos.